# ホージュン
株式会社ホージュン（英文社名：HOJUN Co., Ltd.）は、群馬県安中市に本社を置く鉱業会社。ベントナイトの採掘・加工および販売を行う。

## 沿革
1914年（大正3年）に、株式会社豊順洋行を創業。1939年（昭和14年）に群馬県松井田町（現 安中市）に碓氷鉱業所を開設し、粘土鉱物の一種であるベントナイトの採掘を始める。1949年、製造部門を分社化し、豊順鉱業株式会社を設立。1961年に安中工場、1969年に富岡鉱業所、1971年には群馬県妙義町（現 富岡市）に妙義鉱業所を開設した。富岡鉱業所は露天掘り、妙義鉱業所は坑内採掘を行う。1987年からは猫砂の製造を開始。1989年（平成元年）には、応用粘土科学研究所を開設した。2001年に、豊順鉱業株式会社と株式会社豊順洋行が合併し、新社名を株式会社ホージュンとした。2004年には、海外産原鉱の加工を行う名古屋工場を開設。

## 事業
- 主要事業はベントナイトの製造であり、化粧品・塗料・入浴剤等の原料、ボーリング用調泥剤、農業用土壌改良材、鋳造・土木資材など用途は多岐にわたる。放射性廃棄物の封じ込め材としても採用されている[2]。一般消費者向けには、猫砂（商品名「ホージュンサンド」）の製造販売を行う。

## 事業所
- 本社・応用粘土科学研究所 - 〒379-0133　群馬県安中市原市1433-1
- 富岡鉱業所 - 〒370-2345 群馬県富岡市上黒岩869
- 三川鉱業所 - 〒959-4601 新潟県東蒲原郡阿賀町綱木1588
- 安中工場 - 〒379-0115 群馬県安中市中宿110
- 名古屋工場 - 〒476-0001 愛知県東海市南柴田町ロノ割95-6
- 東京営業所 - 〒105-0004 東京都港区新橋 1-18-14 新橋MMビル 4F
- 名古屋営業所 - 〒105-0004 愛知県東海市南柴田町ロノ割95-6
- 大阪営業所 - 〒530-0001 大阪府大阪市北区梅田2-5-6桜橋八千代ビル3階